# Єжов Ілля Ігорович
Ілля Ігорович Єжов (рос. Илья Игоревич Ежов; 12 січня 1987, м. Краснодар, СРСР) — російський хокеїст, воротар. Виступає за СКА (Санкт-Петербург) у Континентальній хокейній лізі. Майстер спорту. 
Виступав за «Сент-Джонс Фогс-Девілс» (QMJHL), ХК ВМФ (Санкт-Петербург), СКА (Санкт-Петербург).
У складі національної збірної Росії учасник EHT 2012. 